# Jūrqīn
Jūrqīn (persiska: جورقين) är en ort i Iran.   Den ligger i provinsen Markazi, i den nordvästra delen av landet, 170 km sydväst om huvudstaden Teheran. Jūrqīn ligger 1 979 meter över havet och antalet invånare är 180.
Terrängen runt Jūrqīn är kuperad åt sydväst, men åt nordost är den bergig. Terrängen runt Jūrqīn sluttar söderut. Runt Jūrqīn är det glesbefolkat, med 20 invånare per kvadratkilometer. Närmaste större samhälle är Gharqābād, 13,8 km norr om Jūrqīn. Trakten runt Jūrqīn består i huvudsak av gräsmarker.